# Charles Kullman
Charles Kullman, in origine Charles Kullmann, (New Haven, 13 gennaio 1903 – New Haven, 8 febbraio 1983, 80 anni), è stato un tenore e insegnante statunitense che godette di una carriera di ampio respiro, sia in Europa che in America.

## Biografia
Charles Kullman è nato a New Haven, Connecticut, e ha iniziato a esibirsi nel coro della chiesa all'età di otto anni.
Ha frequentato l'Università Yale, studiando medicina. Tuttavia, dopo la laurea nel 1924, tornò al suo primo interesse, la musica, convinto di poter riuscire a fare carriera come cantante. Fu accettato alla Juilliard School con una borsa di studio dove ha studiato con Anna E. Schoen-René. Dopo aver completato tre anni di studio lì, vinse un'altra borsa di studio, che gli diede l'opportunità di studiare all'Università americana di Fontainebleau, in Francia, con Thomas Salignac. Al ritorno in America, ha insegnato canto per un po' allo Smith College, poi si è unito alla tournée dell'American Opera Company di Vladimir Rosing e ha iniziato a cantare ruoli da protagonista.
Due anni dopo Kullman tornò in Europa. Un collega portò il suo nome all'attenzione del direttore d'orchestra Otto Klemperer, cosa che portò al suo ingaggio al Teatro Kroll di Berlino, dove fece il suo debutto il 24 febbraio 1931, come Pinkerton in Madama Butterfly. Un anno dopo Kullman debuttò alla Berlin Staatsoper, dove diventò uno dei preferiti dal pubblico. Durante la sua permanenza lì, ha lavorato con i principali direttori d'orchestra tedeschi, tra cui Wilhelm Furtwängler, Erich Kleiber e Leo Blech.
Il 1934 vide Kullman fare il suo debutto alla Wiener Staatsoper e alla Royal Opera House di Londra. L'anno successivo debutta trionfante al Festival di Salisburgo, nel ruolo di Florestan in Fidelio, diretto da Arturo Toscanini. Il suo Walther in I maestri cantori di Norimberga, nel 1936, sempre con Toscanini, gli valse ulteriori lodi. È ascoltato in questo momento nella registrazione dal vivo di Das Lied von der Erde, con Kerstin Thorborg, sotto Bruno Walter, dal Musikverein di Vienna (anche nel 1936).
L'8 dicembre 1939 cambiò l'ortografia del suo nome da Kullmann a Kullman.
Dopo aver ampiamente cantato in Europa, Kullman tornò in America per il suo debutto al Metropolitan Opera il 19 dicembre 1935, nel ruolo del protagonista di Faust. In questo periodo si può ascoltare una sua registrazione dal vivo, mentre canta Alfredo ne La traviata, al fianco di Bidu Sayão e Leonard Warren nel 1943, sotto Cesare Sordero.
Nel 1947 apparve nel film Song of Scheherazade come medico di bordo e amico di Nikolaj Andreevič Rimskij-Korsakov. Il film è stato un episodio immaginario nella vita del compositore. Kullman fu annunciato come "Charles Kullmann".
In 25 stagioni al Met, i suoi ruoli comprendevano Don José in Carmen, Pinkerton, Walther, Ottavio in Don Giovanni, Avito in L'amore dei tre re ed Eisenstein in Il pipistrello. In seguito ha interpretato ruoli di personaggi come Shuisky in Boris Godunov e Goro in Madama Butterfly.
Essenzialmente un tenore lirico con una freschezza non forzata, Kullman aveva abbastanza acciaio e autorità per intraprendere con successo ruoli più pesanti, che vanno da Tannhäuser e Parsifal.
Negli anni successivi ha insegnato canto sia all'Università dell'Indiana (1956–1971) che al Curtis Institute of Music (1970–1971).
Charles Kullman morì nella sua nativa New Haven, nel Connecticut, all'età di 80 anni.